# Тимофеев, Владимир Максимилианович
Влади́мир Максимилиа́нович Тимофе́ев (8 [20] июля 1884, Петрозаводск — 3 августа 1935, Прионежский район, Автономная Карельская ССР) — русский и советский учёный-геолог и петрограф Карелии, профессор.

## Биография
Родился 20 июля 1884 года в семье податного инспектора.
В 1903 году окончил Олонецкую губернскую мужскую гимназию.
В 1909 году окончил естественное отделение физико-математического факультета Петербургского университета, оставлен на кафедре геологии.
В 1910 году избран действительным членом Санкт-Петербургского минералогического общества, затем секретарём отделения геологии и минералогии общества.
В 1910—1935 годах — ассистент, преподаватель, доцент, профессор Петербургского (Ленинградского) университета.
В 1929—1931 годах преподавал в Ленинградском горном институте.
С 1931 года — руководитель геологической съёмки Кольского полуострова.
Скоропостижно скончался 3 августа 1935 года на острове Суйсарь (Онежское озеро).
Похоронен в Санкт-Петербурге на Смоленском лютеранском кладбище.

## Научные работы
Является автором 77 научных публикаций, среди них:
- Мраморы Олонецкого края. 1920
- Каменные строительные материалы Прионежья, 1927
- К генезису прионежского шунгита. 1924
- Петрография Карелии. 1935